# Wizard of the Saddle
Wizard of the Saddle è un film del 1928 diretto da Frank Howard Clark, prodotto da Film Booking Offices of America (FBO) che lo distribuì nelle sale il 22 gennaio 1928.
È il debutto cinematografico di James Ford, un caratterista che si ritirò poi dalle scene nel 1948.
Frank Howard Clark, attivo nel cinema dal 1913 al 1946, era uno sceneggiatore specializzato in film western e aveva, a inizio carriera, collaborato anche al serial The Hazards of Helen. Questo è uno dei tre soli film che firma come regista.

## Trama
Red Hepner corre in aiuto di Pop Adams, un anziano cercatore d'oro, e di sua nipote Jenny, vessati da una banda di prepotenti capitanata da Kirk McGrew. Nella sua impresa, Red viene aiutato dall'amico Hank e da un agente federale, travestito da geometra. La banda verrà assicurata alla giustizia.

## Produzione
Il film fu prodotto nel 1927 dalla Film Booking Offices of America (FBO), una casa di distribuzione indipendente che diversificò la sua attività producendo anche circa 200 film.

## Distribuzione
Distribuito dalla Film Booking Offices of America (FBO), il film uscì nelle sale USA il 22 gennaio 1928.